# 玫瑰無鬚魮
玫瑰無鬚魮（学名：Puntius conchonius）為輻鰭魚綱鯉形目鯉科的其中一個種。

## 分布
本魚分布於印度、孟加拉、阿富汗、巴基斯坦、尼泊爾的溪流。

## 特徵
本魚體呈銀灰色，雄魚側腹部呈銅紅色，繁殖期時色彩會更鮮豔，尾柄前方有一黑色斑點，雌魚鰭的顏色要淡些，身體更為豐腴。體長可達14公分。

## 生態
本魚棲息在海拔較高的溪流中，性其溫和，成群出現，繁殖性強，屬雜食性。

## 經濟利用
為小型觀賞性魚類，飼養時在水族箱裝飾漂浮的植物以供遮蔭，在繁殖時，親魚會吃魚卵，因此交尾後，要把親魚移走。